# Cantó de Lo Muei
El cantó de Lo Muei és un cantó francès del departament de la Var, situat al districte de Draguinhan. Té 3 municipis i el cap és Lo Muei.

## Municipis
- Lo Muei
- Lo Puget d'Argenç
- Ròcabruna d'Argenç

## Història
| Data d'elecció                           | Identitat         | Partit        | Qualitat |
| ---------------------------------------- | ----------------- | ------------- | -------- |
| 1973-1979                                | Robert Aymard     | PS            |          |
| 1979-1992                                | André Cabasse     | PS            |          |
| 1992-1995                                | Michel Hamaide    | Divers droite |          |
| 1995-                                    | Jean-Pierre Serra | Divers droite |          |
| les dades anteriors no són pas conegudes |                   |               |          |
|                                          |                   |               |          |

| 1962  | 1968   | 1975   | 1982   | 1990   | 1999   | 2006   |
| ----- | ------ | ------ | ------ | ------ | ------ | ------ |
| 8.668 | 10.551 | 13.170 | 16.252 | 23.502 | 25.543 | 26.986 |